# Enjoy! Records
«Enjoy!» — український інді-лейбл, заснований Ігорем Тарнопольським 2013 року в Києві, на той момент він був продюсером співачки Джамали та лідером проєкту «The Maneken». Є структурним підрозділом продюсерської компанії Enjoy! Media. У 2015-му співзасновником лейблу став PR-директор артистів Enjoy! Media Денис Козловський.
Нині з ним співпрацюють Laud, Anamun та Маша Краш. Також із ним співпрацювали Джамала, «Pur:Pur», «Bahroma», «Vivienne Mort», «Peter and the wolves», K.A.T.Y.A, «Brunettes Shoot Blondes», Софі Віллі, «The Maneken» та «Onuka».
Першим релізом, що вийшов на цьому лейблі, став дебютний мініальбом електронного проєкту «Onuka» «Look», який побачив світ 15 травня 2014 р.
Основою каталогу на початковому етапі стали релізи артистів, з якими Ігор Тарнопольський працював як продюсер на момент заснування лейбла: «The Maneken», Джамала і «Onuka».
У наступні роки Enjoy! також видавав сингли, міні- та альбоми таких артистів, як: «Бумбокс», Pianoбой, «Bahroma», «Pur:Pur», K.A.T.Y.A, «Peter and the wolves», «Braii», Даша Суворова.
Після підписання продюсерських контрактів із молодими співачками Anamun і Маша Краш в 2020 році в каталог Enjoy! додалися їхні дебютні сингли «Паніка» (Anamun) і «Політаємо» (Маша Краш). 
Крім видання музики на фізичних носіях і в цифровому форматі, лейбл також займається управлінням авторськими і суміжними правами, написанням саундтреків для кіно, серіалів і телевізійних проєктів, синхронізацією.
Серед найяскравіших реалізованих проєктів — заголовна композиція Джамали «Чому?» до повнометражної картини 2014-го року «Поводир» українського режисера Олеся Саніна, заголовна композиція «Ціна правди» (Джамала) до однойменного британсько-польсько-українського фільму 2019-го року польської режисерки Агнешки Холланд.
2021 року Джамала та Директор лейбла Enjoy Records продюсер Iгор Тарнопільський припинили співпрацю після 11 років роботи. Того ж року з YouTube-каналу раптово зникли всі її кліпи, що вийшли після 2018 року. Тоді, за словами співачки, вона не мала доступу до облікового запису на платформі. Пізніше Тарнопольський заявив, що Джамала шляхом обману та маніпуляцій розірвала контракт без пояснення причин, і запевнив, що не видаляв її кліпи на YouTube.. 